# 广至藏族乡
广至藏族乡是中华人民共和国甘肃省酒泉市瓜州县下辖的一个民族乡，乡内居民均为因同省南部九甸峡引洮工程而移民至此的居民。

## 行政区划
广至藏族乡下辖以下村级行政区划单位：
卓园村、卓尼村、洮砚村、岷县村、新堡村和临潭村。